# オーク級掃海艇
| オーク級掃海艇 | オーク級掃海艇                                                                             | オーク級掃海艇                                                                             |
| -------------- | ------------------------------------------------------------------------------------------ | ------------------------------------------------------------------------------------------ |
|                |                                                                                            |                                                                                            |
| 艦級概観       |                                                                                            |                                                                                            |
| 艦種           | 掃海艇                                                                                     | 掃海艇                                                                                     |
| 艦名           | 鳥類・英単語                                                                               | 鳥類・英単語                                                                               |
| 運用者         | アメリカ海軍                                                                               | アメリカ海軍                                                                               |
| 建造期間       | 1939年                                                                                     | 1939年                                                                                     |
| 前級           | レイブン級掃海艇                                                                           | レイブン級掃海艇                                                                           |
| 次級           |                                                                                            |                                                                                            |
| 計画           |                                                                                            |                                                                                            |
| 建造           |                                                                                            |                                                                                            |
| 中止           |                                                                                            |                                                                                            |
| 排水量         | 890トン                                                                                    | 890トン                                                                                    |
| 全長           | 221 ft 2 in (67.41 m)                                                                      | 221 ft 2 in (67.41 m)                                                                      |
| 全幅           | 32 ft 0 in (9.75 m)                                                                        | 32 ft 0 in (9.75 m)                                                                        |
| 吃水           | 11 ft 0 in (3.35 m)                                                                        | 11 ft 0 in (3.35 m)                                                                        |
| 機関           | ディーゼル機関2機                                                                          | ディーゼル機関2機                                                                          |
| 速力           | 18kn                                                                                       | 18kn                                                                                       |
| 乗員           | 100名                                                                                      | 100名                                                                                      |
| 兵装           | 3インチ50口径単装砲1門 ボフォース 40mm機関砲2門 エリコンKA 20 mm 機関砲8門 爆雷投下軌条2条 | 3インチ50口径単装砲1門 ボフォース 40mm機関砲2門 エリコンKA 20 mm 機関砲8門 爆雷投下軌条2条 |

オーク級掃海艇 Auk-class minesweeper）は、アメリカ海軍の掃海艇の艦級。アメリカ海軍が第二次世界大戦を見越して20年ぶりに建造した3代目の航洋型の掃海艇である。
アメリカ海軍は第一次世界大戦末期に最初の航洋型掃海艇となるラップウィング級掃海艇を51隻建造したが、第二次世界大戦勃発までの20年間に31隻まで減少していた。一方で、ドイツは1935年にヴェルサイユ条約の破棄を表明したドイツ再軍備宣言を発し、海軍の再建に着手した。またロンドン海軍軍縮条約が1936年に失効し、日本海軍との建艦競争が再開した。ヨーロッパにおける大陸上陸戦、太平洋における島嶼争奪戦において、敵機雷堰を啓開して上陸部隊を送る掃海作業の必要性が現実味を帯びる中、アメリカ海軍はレイブン級掃海艇2隻およびオーク級9隻の新造と同時に、民間水産企業が保有するトロール船を武装した特設掃海艇16隻の改造に着手した。本稿では新規建造第二陣となったオーク級について述べる。ただし、レイブン級とオーク級は2年のブランクがある一方で共通する仕様も多いことから、アメリカでは「レイブン/オーク級」と準同型艇と見なすこともある。
ノーフォーク海軍造船所で2隻一括建造したレイブン級と違い、オーク級は民間造船所での量産に踏み切っている。1941年に着工し、1945年春まで建造された。レンドリース法に基づき、イギリス海軍向けの同型艇も建造している。このため、オーク級は大量95隻の建造を達成している。一方で、レンドリースの対象となる艇のキャンセルや再リースも多い。並行して特設掃海艇・アドロイト級掃海艇・アドミラブル級掃海艇の量産が並行して実施されたため、オーク級のハルナンバーは3-4のグループに分割され、先述の小型掃海艇の番号が間に割り込んでいる。ラップウィング級以来の鳥にちなむ名が1941年着工のオーク（AM-57）からスワロー（AM-65）まで、1944年下半期着工のミニヴェット（AM-371）からウィーティアー（AM-390）まで採用されている。一方、アドロイト級から採用された任意の英単語にちなむ名は、1942年着工のヒード（AM-100）
から1943年着工のレンドリースキャンセル艇まで用いられている。
逐次欧州戦線・太平洋戦線に配備され、ノルマンディー上陸作戦や沖縄戦にも投入された。8隻を大戦（戦後の航路啓開任務も含む）で喪失した。1970年代までに退役した一方、35隻が8か国に譲渡されて運用された。

## 同型艇

### 初期量産型 AM-57-AM-65
1941年に着工した初期の艇で、伝統的な鳥の名を冠している。
- オーク(USS Auk(II), AM-57)

由来の鳥はウミスズメ科の一部。1942年1月15日就役、1946年7月1日退役。
- ブロードビル(USS Broadbill, AM-58→MSF-58)

由来の鳥はヒロハシ科。1943年7月21日就役、1954年1月24日退役。
- チカディー(USS Chickadee, AM-59→MSF-59)

由来の鳥はシジュウカラ科の一部。1943年11月9日就役、1946年5月15日退役。
1966年8月18日、ウルグアイ海軍フリゲート「コマンダンテ・ペドロ・カンベル（Comandante Pedro Campbell）」(MSF-1) として再就役。
- ナットハッチ(USS Nuthatch, AM-60→MSF-60)

由来の鳥はゴジュウカラ科。1943年11月19日就役、1946年6月3日退役。
- フェザント(USS Pheasant, AM-61→MSF-61)

由来の鳥はキジ科キジ亜科の一部。1943年12月12日就役、1945年12月退役。
- シェルドレイク(USS Sheldrake, AM-62→AGS-19)

由来の鳥はカモ科ツクシガモのオスの通称。1942年10月14日就役、1968年8月1日退役。
- スカイラーク(USS Skylark, AM-63)

由来の鳥はヒバリ科の一部。1942年11月25日就役、1945年3月28日、沖縄上陸作戦中に渡具知ビーチにて蝕雷戦没。
- スターリング(USS Starling, AM-64→MSF-64)

由来の鳥はムクドリ科の一部。1942年12月21日就役、1946年5月15日退役。
1973年2月16日、メキシコ海軍哨戒艦「バレンティン・ゴメス・ファリアス（Valentin Gomez Farias）」（C79）として再就役。
- スワロー(USS Swallow(II), AM-65)

由来の鳥はツバメ科。1943年1月14日就役、1945年4月22日、沖縄上陸作戦中に慶良間諸島にて特攻により戦没。

### 追加量産型 AM-100-AM-131
1942-43年に着工した初期の艇で、特設掃海艇・アドロイト級の割り込みでハルナンバーが飛んでいる。アドロイト級に続き、英単語名を冠している。ヴァイタルとユーシッジは、当初レンドリース対象ではなかったが、1943年の大量キャンセルした分の穴埋めとして急遽レンドリースされた。
- ヒード(USS Heed, AM-100→MSF-100)

由来の単語は「留意（する）」等を意味する名詞・動詞詞。1943年2月27日就役、1954年1月27日退役。
- ヘラルド(USS Herald, AM-101→MSF-101)

由来の単語は「先駆者」等を意味する名詞。1943年3月23日就役、1955年4月15日退役。
1973年2月1日、メキシコ海軍哨戒艦「マリアーノ・マタモロス（Mariano Matamoros）」（G17）として再就役。
- モーティヴ(USS Motive, AM-102→MSF-102)

由来の単語は「原動力」等を意味する名詞・形容詞。1943年4月17日就役、1946年6月15日退役。
- オラクル(USS Oracle, AM-103→MSF-103)

由来の単語は「神託」等を意味する名詞。1943年5月14日就役、1946年5月29日退役。
- パイロット(USS Pilot, AM-104→MSF-104)

由来の単語は「案内人」等を意味する名詞・動詞。1943年2月3日就役、1954年10月退役。
1972年7月19日、メキシコ海軍哨戒艦「フアン・アルマダ（Juan Aldama）」（C85）として再就役。
- パイオニア(USS Pioneer, AM-105→MSF-105)

由来の単語は「開拓者」等を意味する名詞・動詞。1943年2月27日就役、1946年7月8日退役。
1972年、メキシコ海軍哨戒艦「レアンドロ・バレ（Leandro Valle）」（C70）として再就役。
- ポーテント(USS Portent, AM-106)

由来の単語は「凶兆」等を意味する名詞。1943年4月3日就役、1944年1月22日、アンツィオ上陸作戦中に蝕雷戦没。
- プリヴェイル(USS Prevail, AM-107→AGS-20)

由来の単語は「勝つ」等を意味する動詞。1943年4月17日就役、1963年退役。
- パーシュート(USS Pursuit, AM-108→AGS–17)

由来の単語は「追跡」等を意味する名詞。1943年4月30日就役、1960年6月30日退役。
- レクイジット(USS Requisite, AM-109→AGS-18)

由来の単語は「必要な」等を意味する形容詞。1943年6月7日就役、1964年4月1日退役。
- リヴェンジ(USS Revenge, AM-110→MSF-110)

由来の単語は「復讐（する）」等を意味する動詞・名詞。1943年7月21日就役、1955年3月9日退役。
- セイジ(USS Sage, AM-111→MSF-111)

由来の単語は「賢者」「賢い」等を意味する名詞・形容詞。1943年8月23日就役、1955年4月19日退役。
1973年、メキシコ海軍哨戒艦「エルメネヒルド・ガレアーナ（Hermenegildo Galeana）」（C86）として再就役。
- シーア(USS Seer, AM-112→MSF-112→MMC-5)

由来の単語は「予言者」等を意味する名詞。1942年10月21日就役、1955年3月11日退役。
1962年12月15日、ノルウェー海軍敷設艇「ユーラ（Uller）」 (N50) として再就役。
- センティネル(USS Sentinel, AM-113)

由来の単語は「見張り」等を意味する名詞。1942年11月3日就役、1943年7月10日、シチリア島リカータ沖にてドイツ軍の空襲により戦没。
- スタッフ(USS Staff, AM-114→MSF-114)

由来の単語は「職員」等を意味する名詞。1942年11月11日就役、1955年8月15日退役。
- スキル(USS Skill, AM-115)

由来の単語は「技能」等を意味する名詞。1942年11月17日就役、1943年9月25日、北アフリカ沿岸にて潜水艦の雷撃と思われる攻撃により戦没。
- スピード(USS Speed, AM-116→MSF-116)

由来の単語は「速度」「急ぐ」等を意味する名詞・動詞。1942年10月15日就役、1946年6月7日退役。
1967年11月17日、韓国海軍護衛哨戒艦「順天（Sunchon）」（PCE-1002）として再就役。
- ストライブ(USS Strive, AM-117→MSF-117→MMC-1)

由来の単語は「努力する」等を意味する動詞。1942年10月27日就役、1955年1月8日退役。
1959年10月1日、ノルウェー海軍敷設艇「ゴル（Gor）」（N48）として再就役。
- ステディ(USS Steady, AM-118→MSF-118)

由来の単語は「一定の」等を意味する形容詞。1942年11月16日就役、1946年6月18日退役。
1967年8月15日、中華民国海軍護航艦「平靖（Ping Jing）」（PCE-70）として再就役。
- サステイン(USS Sustain, AM-119→MSF-119→MMC-2)

由来の単語は「維持する」等を意味する動詞。1942年11月9日就役、1954年10月9日退役。
1959年10月1日、ノルウェー海軍敷設艇「ティル（Tyr）」（N47）として再就役。
- スウェイ(USS Sway, AM-120→MSF-120)

由来の単語は「揺れる」等を意味する動詞。1943年7月20日就役、1947年1月15日退役。
- スワーブ(USS Swerve, AM-121)

由来の単語は「避ける」等を意味する動詞。1944年1月23日就役、1944年7月9日、アンツィオ港掃海中に蝕雷戦没。
- スウィフト(USS Swift, AM-122→MSF-122)

由来の単語は「迅速な」等を意味する形容詞。1943年12月29日就役、1955年12月13日退役。
- シンボル(USS Symbol, AM-123)

由来の単語は「象徴」等を意味する名詞。1942年12月10日就役、1956年7月27日退役。
1972年9月19日、メキシコ海軍哨戒艦「ギエルモ・プリエト（Guillermo Prieto）」（C71）として再就役。
- スレット(USS Threat, AM-124→MSF-124)

由来の単語は「脅迫」等を意味する名詞。1943年3月14日就役、1946年5月31日退役。
1973年、メキシコ海軍哨戒艦「フランシスコ・サルコ（Francisco Zarco）」（C81）として再就役。
- タイド(USS Tide, AM-125)

由来の単語は「潮流」等を意味する名詞。1943年5月9日就役、1944年6月7日、ノルマンディー上陸作戦中にユタ・ビーチ沖にて蝕雷戦没。
- トークン(USS Token, AM-126→MSF-126)

由来の単語は「記念」等を意味する名詞。1942年12月31日就役、1954年4月16日退役。
- トゥーマルト(USS Tumult, AM-127→MSF-127)

由来の単語は「騒動」等を意味する名詞。1943年2月27日就役、1954年9月21日退役。
- ヴェロシティ(USS Velocity, AM-128→MSF-128)

由来の単語は「速度」等を意味する名詞。1943年4月4日就役、1946年10月7日退役。
1972年7月1日、メキシコ海軍哨戒艦「イグナシオ・L・バリャルタ（Ignacio L. Vallarta）」（C82）として再就役。
- ヴァイタル(USS Vital, AM-129)

由来の単語は「生命の」等を意味する形容詞。
進水後の1943年5月18日、イギリス海軍ストレニューアスHMS Strenuous (J338)としてレンドリース、1946年11月10日返還。
- ユーシッジ(USS Usage, AM-130)

由来の単語は「取扱」等を意味する名詞。
進水後の1943年6月7日、イギリス海軍トゥアマリーンHMS Tourmaline (J339)としてレンドリース、1947年1月返還。
トルコ海軍哨戒艦「チャルダック（Çardak）」（M507）として再就役。
- ジール(USS Zeal, AM-131→MSF-131)

由来の単語は「熱意」等を意味する名詞。1943年7月9日就役、1956年7月6日退役。

### レンドリースキャンセル AM-314-AM-324・340・341
当初レンドリース艇として建造していたが、1943年1月・5-6月にキャンセルされたためにアメリカ海軍へ編入した艇。オーヴァーシーアはいったんキャンセルしたものの、再度レンドリース対象に復帰したため、建造中に英軍→米軍→英軍と所属が二転三転している。ヴィジランスとアーデントの間のAM-325-AM-339は当初の予定通り英軍にレンドリースされた。続くハルナンバーはAM-342-AM-350が欠番となっている。
- チャンピオン(USS Champion, AM-314→MSF-314)　予定艇名はイギリス海軍掃海艇アクバーHMS Akbar (BAM-1)。

由来の単語は「優勝者」等を意味する名詞。1943年9月8日就役、1947年1月30日退役。
1972年9月19日、メキシコ海軍哨戒艦「マリアーノ・エスコベド（Mariano Escobedo）」（C72）として再就役。
- チーフ(USS Chief, AM-315→MSF-315)　予定艇名はイギリス海軍掃海艇アリスHMS Alice (BAM-2)。

由来の単語は「上司」等を意味する名詞。1943年10月9日就役、1955年3月15日退役。
1973年2月、メキシコ海軍哨戒艦「ヘスス・ゴンサレス・オルテガ（Jesus Gonzalez Ortega）」（C83）として再就役。
- コンペテント(USS Competent, AM-316→MSF-316)　予定艇名はイギリス海軍掃海艇アミーリアHMS Amelia (BAM-3)。

由来の単語は「力量がある」等を意味する形容詞。1943年11月10日就役、1955年4月15日退役。
1972年9月、メキシコ海軍哨戒艦「ポンチアーノ・アリアーガ（Ponciano Arriaga）」として再就役。
- ディフェンス(USS Defense, AM-317→MSF-317)　予定艇名はイギリス海軍掃海艇アミティHMS Amity (BAM-4)。

由来の単語は「防御」等を意味する名詞。1944年1月10日就役、1955年4月15日退役。
1973年1月3日、メキシコ海軍哨戒艦「マヌエル・ドブラド（Manuel Doblado）」（C73）として再就役。
- デヴァステイター(USS Devastator, AM-318→MSF-318)　予定艇名はイギリス海軍掃海艇オーガスタHMS Augusta(BAM-5)。

由来の単語は「破壊者」等を意味する名詞。1944年1月12日就役、1955年4月15日退役。
1973年、メキシコ海軍哨戒艦「セバスティアン・レルド・デ・テハーダ（Sebastian Lerdo de Tejada）」（C74）として再就役。
- グラディエイター(USS Gladiator, AM-319→MSF-319)　予定艇名はイギリス海軍掃海艇ブレイズHMS Blaze (BAM-6)。

由来の単語は「闘剣士」等を意味する名詞。1944年2月25日就役、1955年3月15日退役。
1973年就役、メキシコ海軍哨戒艦「サントス・デゴラド（Santos Degollado）」（C75）として再就役。
- インペカブル(USS Impeccable, AM-320→MSF-320)　予定艇名はイギリス海軍掃海艇ブルータスHMS Brutus (BAM-7)。

由来の単語は「欠点のない」等を意味する形容詞。1944年4月24日就役、1955年10月14日退役。
- オーヴァーシーア(USS Overseer, AM-321)　予定艇名はイギリス海軍掃海艇エルフレダHMS Elfreda (BAM–16)。

由来の単語は「監視者」等を意味する名詞。改名後の1943年6月19日、再度エルフレダとしてレンドリース、1947年6月30日返還。
1947年11月13日、トルコ海軍哨戒艦「チェシュメ（Çesme）」（M–505）として再就役。
- スピア(USS Spear, AM-322→MSF-322)　予定艇名はイギリス海軍掃海艇エラントHMS Errant (BAM-22)。

由来の単語は「槍」等を意味する名詞。1943年12月31日就役、1946年8月1日退役。
1972年9月19日、メキシコ海軍哨戒艦「イグナシオ・デ・ラ・ラベ（Ignacio de la Llave）」（C76）として再就役。
- トライアンフ(USS Triumph, AM-323→MMC-3→MSF-323)　予定艇名はイギリス海軍掃海艇エスポアHMS Espoir (BAM-23)。

由来の単語は「凱旋（する）」等を意味する動詞・名詞。1944年2月3日就役、1955年8月29日退役。
1961年1月27日、ノルウェー海軍「ブラーゲ（Brage）」（N49）として再就役。
- ヴィジランス(USS Vigilance, AM-324→MSF-324)

由来の単語は「警戒」等を意味する名詞。1944年2月28日就役、1947年1月30日退役。
1967年8月19日、フィリピン海軍コルベット「マヌエル・ケソン（Manuel Quezon）」（PS-70）として再就役。
- アーデント(USS Ardent, AM-340→MSF-340)　予定艇名はイギリス海軍掃海艇バッファローHMS Buffalo (BAM-8)。

由来の単語は「情熱的な」等を意味する形容詞。1944年5月25日就役、1947年1月30日退役。
1972年9月19日、メキシコ海軍哨戒艦「フアン・N・アルバレス（Juan N. Alvarez）」（C77）として再就役。
- デクストラス(USS Dextrous, AM-341→MSF-34)　予定艇名はイギリス海軍掃海艇セポイHMS Sepoy (BAM-30)

由来の単語は「巧妙な」等を意味する形容詞。1943年9月8日就役、1956年10月31日退役。
1967年12月、韓国海軍護衛哨戒艦「巨済（Koje）」（PCE-1003）として再就役。

### 最終量産型 AM-371-AM-390
1945年に着工した最終ロットは、久しぶりに鳥の名を冠する艇となった。
- ミニヴェット(USS Minivet, AM-371)

由来の鳥はサンショウクイ科サンショウクイ属。1945年5月29日就役、1945年12月29日、対馬海峡掃海中に蝕雷戦没。
- マーレット(USS Murrelet, AM-372→MSF-372)

由来の鳥はウミスズメ科の一部。1945年8月21日就役、1957年3月14日退役。
1965年6月、フィリピン海軍コルベット「リサル（Rizal）」（PS-74）として再就役。
- ペアグリン(USS Peregrine, AM-373→MSF-373→EMSF-373→AG-176)

由来の単語は「放浪する」等を意味する動詞。ハヤブサの英名はPeregrine falcon。1945年9月27日就役、1969年1月31日退役。
- ピジョン(USS Pigeon(II), AM-374→MSF-374)

由来の鳥はハト科の一部。1945年10月30日就役、1955年1月14日退役。
- プシャード(USS Pochard, AM-375→MSF-375)

由来の鳥はカモ科ハジロ属。1944年11月27日就役、1955年8月3日退役。
- ターミガン(USS Ptarmigan, AM-376→MSF-376)

由来の鳥はキジ科ライチョウ属。1945年1月15日就役、1957年5月17日退役。
1963年7月25日、韓国海軍護衛哨戒艦「新城（Shin Song）」（PCE-1001）として再就役。
- クエール(USS Quail(II), AM-377→MSF-377)

由来の鳥はキジ科ウズラ属。1945年3月5日就役、1955年8月12日退役。
- レッドスタート(USS Redstart, AM-378→MSF-378)

由来の鳥はヒタキ科ジョウビタキ属。1945年4月4日就役、1957年3月15日退役。
1963年7月25日、中華民国海軍護航艦「武勝（Wu Sheng）」（PCE-66）として再就役。
- ローゼル(USS Roselle, AM-379→MSF-379)

由来の鳥と思われるRosella属というオウムが存在する。1945年2月6日就役、1946年6月20日退役。。
1973年2月1日、メキシコ海軍哨戒艦「メルチョル・オカンポ（Melchor Ocampo）」（C78）として再就役。
- ラディ(USS Ruddy, AM-380→MSF-380)

由来の単語は「血色の良い」等を意味する形容詞。キョウジョシギの英名はRuddy Turnstone。1945年4月28日就役、1956年8月31日退役。
1960年11月1日、ペルー海軍「ガルベス（Galvez）」として再就役。
- スコーター(USS Scoter, AM-381→MSF-381)

由来の鳥はカモ科クロガモ属。1945年3月17日就役、1947年4月16日退役。
1972年9月19日、メキシコ海軍哨戒艦「グティエレス・サモラ（Gutierrez Zamora）」（C84）として再就役。
- シャヴェラー(USS Shoveler, AM-382→MSF-382)

由来の鳥はカモ科ハシビロガモ類の一部。1945年5月22日就役、1956年9月28日退役。
1960年11月1日、ペルー海軍「ディエス・カンセコ（Diez Canseco）」として再就役。
- サーフバード(USS Surfbird, AM-383→MSF-383→ADG-383)

由来の鳥はシギ科アライソシギ。1944年11月25日就役、1970年12月18日退役。
- スプリッグ(USS Sprig, AM-384→MSF-384)

由来の鳥はカモ科オナガガモの通称。1945年4月4日就役、1954年6月退役。
- タナジャー(USS Tanager(II), AM-385→MSF-385)

由来の鳥はフウキンチョウ科。1945年7月28日就役、1954年12月10日退役。
- ターセル(USS Tercel, AM-386→MSF-386)

由来の鳥はハヤブサ科のオスの通称。1945年8月21日就役、1954年11月10日退役。
- トゥーカン(USS Toucan, AM-387→MSF-387)

由来の鳥はオオハシ科の一部。1944年11月25日就役、1957年5月1日退役。
1964年12月22日、中華民国海軍護航艦「剣門（Chien Men）」（PCE-45）として再就役。
- トウヒー(USS Towhee, AM-388→MSF-388→AGS-28)

由来の鳥はホオジロ科のトウヒチョウ類。1945年5月18日就役、1969年4月30日退役。
- ワックスウィング(USS Waxwing, AM-389→MSF-389)

由来の鳥はレンジャク科。1945年8月6日就役、1957年1月15日退役。
1965年10月14日、中華民国海軍護航艦「居庸（Chu Yung）」（PCE-67）として再就役。
- ウィーティアー(USS Wheatear, AM-390→MSF-390)

由来の鳥はヒタキ科サバクヒタキ属。1945年10月3日就役、1954年11月17日退役。